# Champsodon vorax
Champsodon vorax är en fiskart som beskrevs av Günther, 1867. Champsodon vorax ingår i släktet Champsodon och familjen Champsodontidae. Inga underarter finns listade i Catalogue of Life.